# Občina Razkrižje
Občina Razkrižje (slovinsky Občina Razkrižje) je jednou z 212 občin ve Slovinsku. Nachází se v Pomurském regionu (slovinsky Pomurska statistična regija) na území historického Zámuří. Občinu tvoří 6 sídel, její rozloha je 9,8 km² a k 1. lednu 2017 zde žilo 1 289 obyvatel. Správním střediskem občiny je vesnice Šafarsko.

## Geografie
Územím občiny od západu na východ protéká říčka Ščavnica, která se na východním okraji občiny vlévá do řeky Mury.

## Členění občiny
Občina se dělí na sídla: Gibina, Kopriva, Razkrižje, Šafarsko, Šprinc, Veščica.